# Fegyvernek
Fegyvernek (latinul: Machaeropolis) város Jász-Nagykun-Szolnok vármegye Törökszentmiklósi járásában.

## Fekvése
A Nagykunság nyugati peremvidékén fekszik, a Fegyverneki-Holt-Tisza mentén; közigazgatási területének egy keskeny, alig egy kilométernyi széles sávja érintkezik az élő Tiszával is.
Szomszédai: északkelet felől a Kendereshez tartozó Bánhalma (9,5 kilométerre), kelet felől Kenderes (10,5 kilométerre), dél felől Örményes (6 kilométerre), délnyugat felől Törökszentmiklós (12 kilométerre), nyugat felől Nagykörű (7 kilométerre, de a Tisza túlpartján), északnyugat felől pedig Tiszabő (7,5 kilométerre). Közigazgatási területe délkelet felől egy pontban érintkezik Kisújszállás határszélével is, de a két város amúgy mintegy 16 kilométer távolságra fekszik egymástól.

### Megközelítése
Közút: Fegyvernek központjának déli peremén elhalad, Szapárfalu városrészen pedig teljes egészében végighúzódik, nagyjából kelet-nyugati irányban a 4-es főút, közúton ezért ez a legfontosabb elérési útvonala Budapest-Szolnok felől éppúgy, mint Debrecen és Nyíregyháza felől. Tiszafüreddel és azon keresztül az ország északabbi részeivel a 34-es főút köti össze, amely itt torkollik a 4-es főútba.
A környező kisebb települések közül Tiszabővel, Tiszaroffal és Abádszalókkal a 3216-os út, Nagykörűvel a 3223-as út, Kétpóval, Kuncsorbával és Örményessel pedig a 4204-es út kapcsolja össze.
Vasút: Vasútvonal nem érinti a város területét, de a Budapest–Záhony-vasútvonal a déli határszélétől alig egy kilométerre délre húzódik, és a vonal egyik örményesi megállási pontja mindkét település nevét viseli (Fegyvernek-Örményes vasútállomás). Az állomás Fegyvernek központjától mintegy 7 kilométerre helyezkedik el, a 4204-es út mentén.

## Története
Fegyvernek nevét az egykor itt élő fegyverhordozók foglalkozásának neve után kapta.
A település területén már a bronzkorban is éltek emberek, a későbbi korokból pedig vaskori, illetve szarmata-kori leletek kerültek elő. Az ismert írott forrásokban 1212-ből találkozunk először a falu nevével, ezután pedig 1219-ben a Váradi regestrumban említik.
Fegyvernek határába olvadt Kesző Árpád-kori település is.
1300-tól a terület a Domoszlai, a Kompolti és a Guthi-Országh családok birtoka volt.
A 15. században Fegyverneknek már mezővárosi és vásártartási kiváltságai is voltak, de 1686–87-ben Giráj tatár kán elpusztította a vidéket Fegyvernekkel együtt.
1845–46-ig majorsági cselédek, pásztorok és dohányosok lakták, de ekkor gróf Szapáry József, a terület birtokosa németeket telepített be a településre, akik a 19. század végére szinte teljesen elmagyarosodtak. A fegyvernekiek az 1848–49-es forradalom és szabadságharcban fegyveresen egyáltalán nem vettek részt.
Fegyverneknél a Tiszát 1856-ban szabályozták 74 átvágással, és ekkor építették ki a községet védő töltéseket is. 1871-ben nagyközség lett, 1876-ban pedig Jász-Nagykun-Szolnok vármegye tiszai közép járásába sorolták be. A századfordulóra már 5000 lakosa volt.
1919. július 25-én román katonák 49 helyi lakost lőttek agyon, válaszul arra, hogy valaki lelőtte a turnu-severini ezred parancsnokát. 1919 végén internáló tábort hoztak létre a volt vöröskatonák számára, igen zord körülmények között. A tábort 1922-ben számolták fel. A második világháború után sok német származású fegyvernekit hurcoltak el a Don-vidék szénbányáiba.
A közigazgatási és igazságügyi miniszter javaslatára 2013. július 15. napján városi címet kapott.

## Közélete

### Polgármesterei
- 1990–1994: Huber Ferenc (FKgP)[5]
- 1994–1998: Huber Ferenc (független)[6]
- 1998–2002: Huber Ferenc (független)[7]
- 2002–2006: Huber Ferenc (független)[8]
- 2006–2010: Huber Ferenc (független)[9]
- 2010–2014: Tatár László (független)[10]
- 2014–2019: Tatár László (független)[11]
- 2019–2024: Tatár László (Fidesz-KDNP)[12]
- 2024– : Tatár László (Fidesz-KDNP)[1]

A települési önkormányzat képviselő-testülete (a polgármesterrel együtt) 9 főből áll.

## Gazdasága

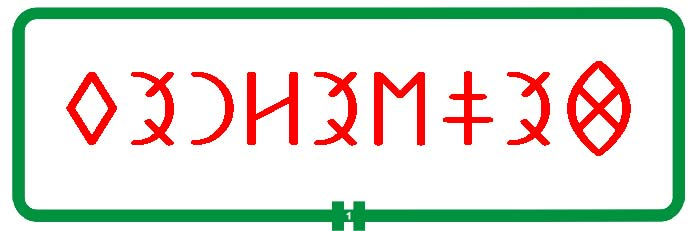
Fegyvernek nagyközség neve székely-magyar rovással

### Mezőgazdaság
A településnek és környékének talaja réti szolonyec, réti csernozjom, illetve lepedékes alföldi mész.
A legeltetéses állattenyésztés és szántóföldi termelés mellett a gyümölcs -és zöldségtermesztés is virágzik a településen.
A Tisza holtága különösen jó lehetőségeket biztosít a horgász- és víziturizmus fejlődéséhez, sőt a horgászatnak már önmagában is fontos gazdasági tényező.

### Ipar
Manapság már csak az építő- és mélyépítőipar van jelen a településen, a hengermalom, a téglagyár és az egykori jelentősebb feldolgozóüzemek már megszűntek.

## Népesség
A település népességének változása:
| Lakosok száma | 6558 | 6479 | 6246 | 6038 | 6145 | 6134 | 6146 |
|               | 2013 | 2014 | 2017 | 2021 | 2022 | 2023 | 2024 |

2001-ben a település lakosságának 95%-a magyar, 5%-a cigány nemzetiségűnek vallotta magát. A lakosok 67,5%-a római katolikus, 8,1%-a református, 0,3%-a görögkatolikus, 0,1%-a pedig evangélikus vallású volt. A lakosság 0,2%-a más egyházhoz, vagy felekezethez tartozott. 13,8% nem tartozott egyetlen egyházhoz, vagy felekezethez sem. 9,9% ismeretlen, vagy nem válaszolt.
A 2011-es népszámlálás során a lakosok 84,5%-a magyarnak, 4,3% cigánynak, 0,3% németnek mondta magát (15,3% nem nyilatkozott; a kettős identitások miatt a végösszeg nagyobb lehet 100%-nál). A vallási megoszlás a következő volt: római katolikus 42,3%, református 6,2%, görögkatolikus 0,2%, felekezeten kívüli 19,3% (31,5% nem nyilatkozott).
2022-ben a lakosság 89%-a vallotta magát magyarnak, 2,2% cigánynak, 0,3% németnek, 0,1% románnak, 1,1% egyéb, nem hazai nemzetiségűnek (10,9% nem nyilatkozott; a kettős identitások miatt a végösszeg nagyobb lehet 100%-nál). Vallásuk szerint 24% volt római katolikus, 5% református, 0,4% görögkatolikus, 0,5% egyéb keresztény, 1,1% egyéb katolikus, 22,9% felekezeten kívüli (46% nem válaszolt).

## Nevezetességei
- Pusztatorony (gótikus templommaradvány, 1480 körül épült)
- Római katolikus templom romantikus stílusban. Tervezte Gerster Károly Frey Lajossal, Kauser Lipóttal, (1862-63)[17]
- Református templom (1928)
- Szapárfalvi új katolikus kápolna (1992)
- Nepomuki Szent János szobra (barokk, 1775)
- Bíró-kastély
- Szapáry-Schwarz-kastély
- Kálváriadomb

## Rendezvények
- Országos Diák-gulyásfesztivál (május második vagy harmadik szombatján)
- Virágzó Tisza Napja (június végén)
- Fegyvernek Város Napja (augusztus)

## Képgaléria

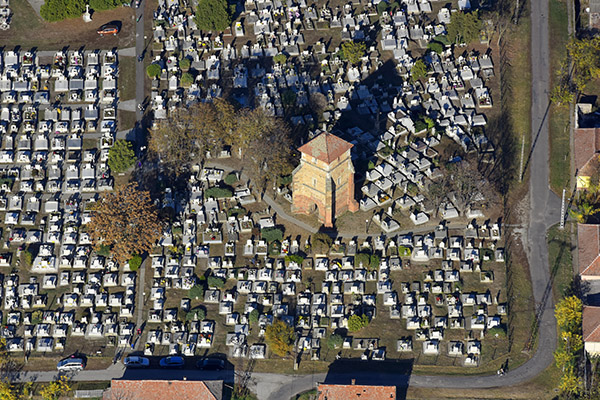
Csonkatornyi temető légi fotó
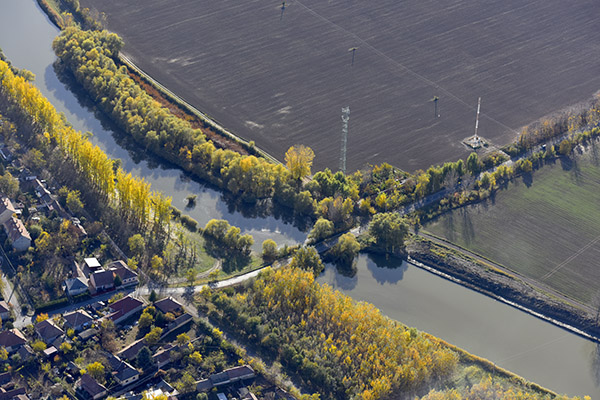
A Holt-Tisza hídja légi felvételen
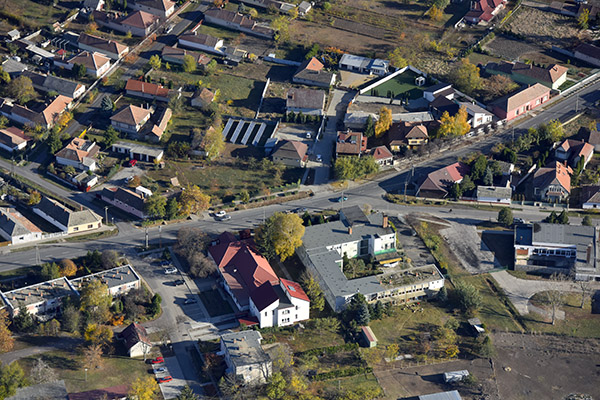
A város a levegőből
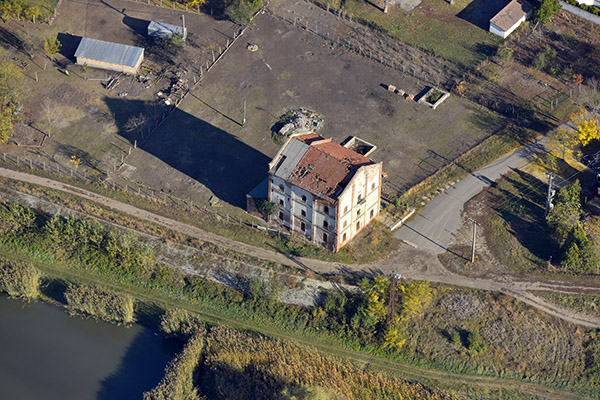
Fegyvernek légi felvétel

## Testvérvárosai
| Zászló | Város         | Régió      | Ország    |
| ------ | ------------- | ---------- | --------- |
|        | Visk          | Kárpátalja | Ukrajna   |
|        | Kétfegyvernek | Nyitra     | Szlovákia |

## Itt születtek
- Hámori József, (1932. március 20. – 2021. május 1.) Széchenyi-díjas magyar biológus, egyetemi tanár, a Magyar Tudományos Akadémia rendes tagja, 2002 és 2008 között alelnöke. Az idegrendszer és az idegelemek közötti kapcsolatok funkciós szerkezetének neves kutatója.
- Hevesi József, (1857. március 15. – 1929. január 20.) író, újságíró, a Magyar Szalon szerkesztője.